# Бжоза-Быдгощская
Бжоза-Быдгощская (пол. Brzoza Bydgoska) — железнодорожная станция в селе Бжоза в гмине Нова-Весь-Велька, в Куявско-Поморском воеводстве Польши. Имеет 1 платформу и 2 пути.
Станция на железнодорожной линии Хожув-Баторы — Тчев, построена в 1890 году, когда эта территория была в составе Германской империи.